# 毛鳳 (正統進士)
毛鳳（1400年—1459年），字彩鳳，四川嘉定州夾江縣人，民籍。

## 生平
正月二十八日生，行二，治《易經》，由縣學生中式四川鄉試第七名舉人，年四十歲中式正統四年己未科會試中式第九十六名，第三甲第四名進士。

## 家族
曾祖毛尚賢；祖毛文貴；父毛友智；母傅氏。慈侍下，妻陳氏，兄仲先，弟仲聰；仲綱；仲安。